# Nördlicher Aralsee
Der Nördliche Aralsee (kasachisch Солтүстік Арал теңізі, Soltüstik Aral teñizi; russisch Северное Аральское море), auch Kleiner Aralsee (russ. Малое Аральское море), ist der Teil des früheren Aralsees in Kasachstan, der durch den Fluss Syrdarja gespeist wird. Sein Abfluss wird durch den Kokaral-Damm reguliert.

## Entstehung
Um zumindest den nördlichen Teil des Aralsees zu retten, wurde in den 1990er Jahren von Kasachstan ein Deich gebaut, um das Wasser zurückzuhalten. Während seines Bestehens erhöhte sich der Wasserspiegel, das Klima verbesserte sich und es konnten wieder mehr Fische gefangen werden. Aufgrund der unzulänglichen Bauweise brach dieser Damm jedoch nach kurzer Zeit. Daraufhin wurde 2003 mit dem Bau des Kokaral-Damms begonnen. Da auch die Weltbank Mittel hierfür bereitstellte, konnte diesmal Beton als Baumaterial verwendet werden. Zusätzlich zu diesem Dammbau wurden auch Maßnahmen ergriffen, um die Bewässerungssysteme des Syrdarja zu verbessern, der in den See mündet. Dabei wurden Kanäle repariert und zum Teil auch ausbetoniert. Damit sollte zusätzliches Wasser in den See geleitet werden. 2005 wurde der Kokaral-Damm fertiggestellt.

## Entwicklung

Wachsen des Sees innerhalb von elf Jahren

Bis 2006 stieg der Seespiegel um drei Meter, die Fläche nahm um 900 km² zu, das Volumen stieg um elf km³ und der Salzgehalt sank deutlich ab. 2008 erreichte der Pegel dann bereits 42 Meter und die Fläche erreichte 3300 km². An manchen Stellen hat sich die Küstenlinie um mehr als 75 Kilometer verlagert. Die kasachische Regierung hofft, dass sich der See durch weitere Verbesserungen der Bewässerungssysteme weitgehend erholen wird. Da der See einen Abfluss hat, sank auch die Konzentration der Giftstoffe. Infolgedessen stiegen die Fischereierträge und die Staubbelastung sank deutlich. Der Bestand der Fische, im Jahr 2005 nur noch bei 3500 Tonnen, hat sich bis 2012 wieder auf 18.000 Tonnen erholt. Mit einer nachhaltigen Fischereipolitik möchte man die Fischbestände im nördlichen Aralsee auf bis zu 40.000 Tonnen anheben.

## Planung

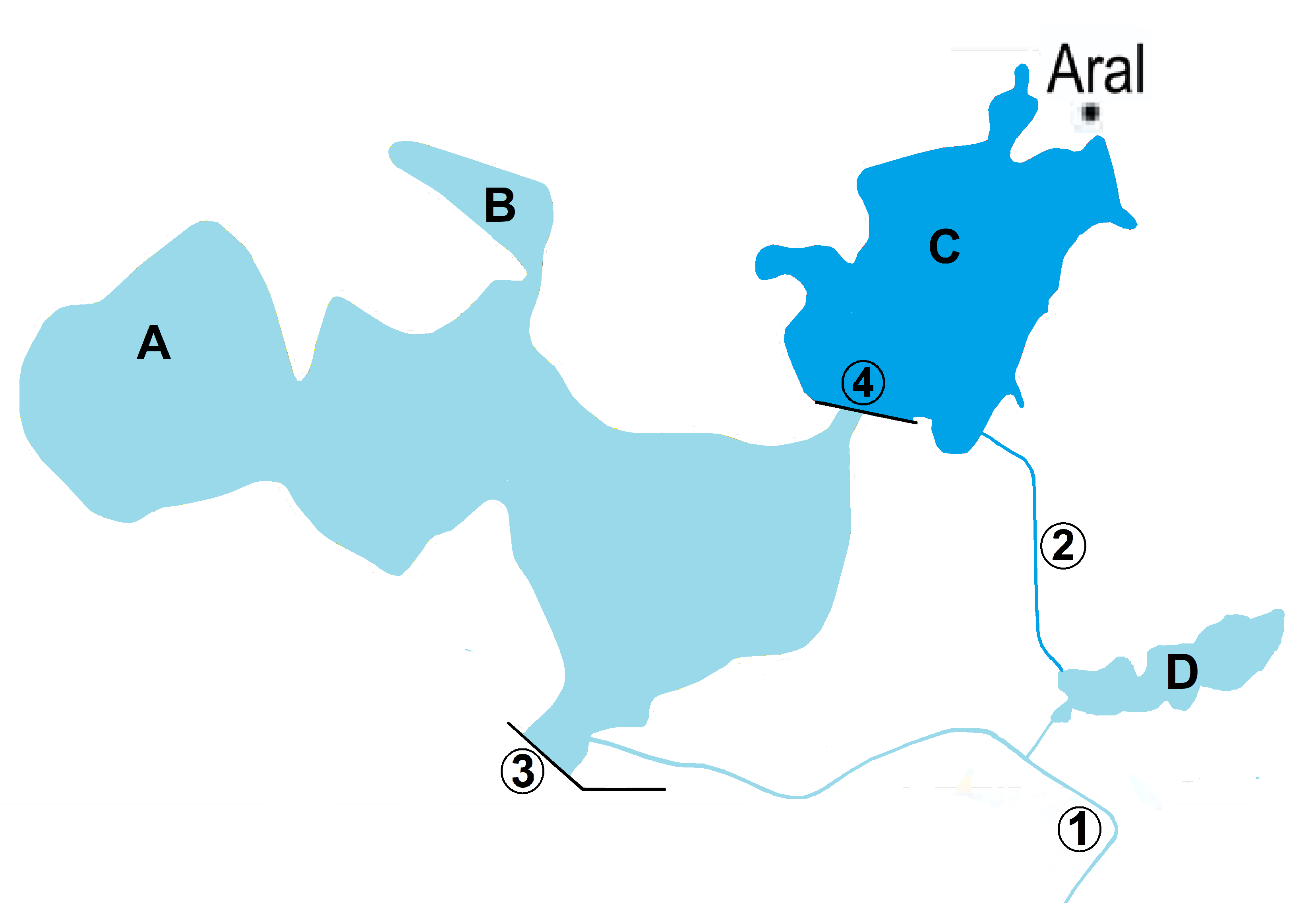
Plan des SYNAS-II-Projekts
(Kamyslybas-Option)
A= Shevchenko-Bucht
B= Butakov-Bucht
C= Saryshyganak-Bucht
D= Kamyslybas
1= Syrdarja
2= Kanal
3= Kokaral-Damm
4= Hoher Damm

Innerhalb des Projekts SYNAS-II (SyrDarya Control and Northern Aral Sea Project Phase II) möchte man die Saryschiganak-Bucht im nordöstlichen Teil des Sees durch einen zweiten Damm und einen nördlicheren zusätzlichen Zuleitungskanal des Syrdarja auf bis zu 53 m Höhe aufstauen, somit die Seefläche mittels einer zweiten Ebene weiter vergrößern und den See wieder bis Aralsk ausdehnen.
Dies würde auch den Bau eines Kanals erfordern, der das Wasser des Syrdarja in diesen nördlichen Teil führt. Damit würde außerdem der gesamte See durchströmt und der Austausch mit dem weniger salzigen Wasser des Syrdarja befördert.
Varianten sehen hier im Wesentlichen zwei Möglichkeiten: einerseits die Schaffung eines nur ca. zehn Kilometer langen Kanals vom im Delta des Syrdarja gelegenen Kamystybas-See in die natürliche Senke östlich von Aralsk und eine Weiterleitung entlang des natürlichen Gefälles über Aralsk bis in den nördlichen Aralsee, wodurch diese Senke erstmals seit dem Vertrocknen des Schalkartengis im 16. Jahrhundert wieder durchflossen würde. Die andere Möglichkeit wäre die Schaffung eines etwas längeren Kanals, ebenfalls weitgehend entlang des natürlichen Gefälles, ausgehend von Äiteke Bi (bis 1996 Nowokasalinsk, 90 km flussabwärts von Baikonur), wodurch ein Großteil des im Binnendelta des Syrdarja verdunstenden Wassers für den Aralsee „gerettet“ werden könnte.

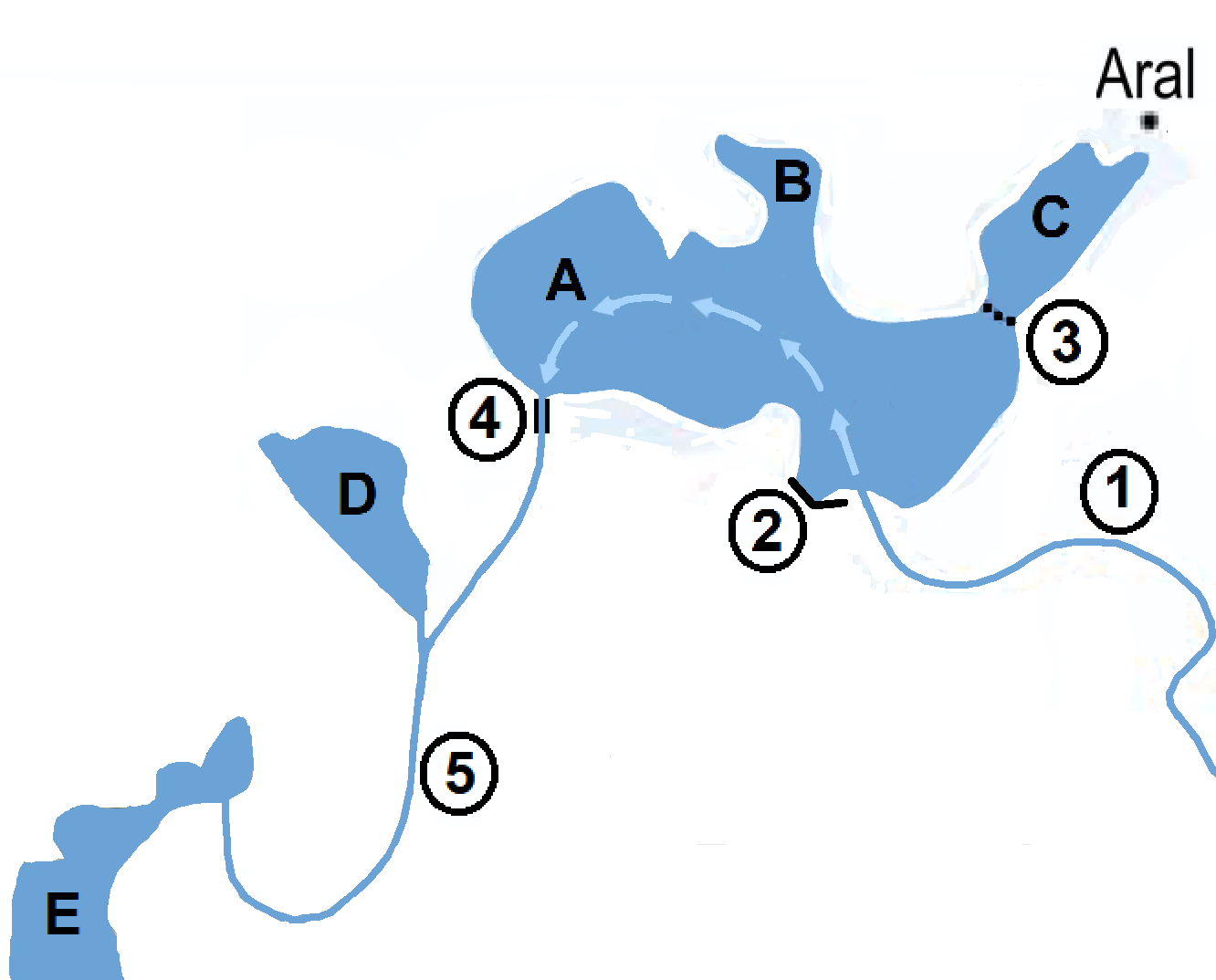
Westliches Outfall-Projekt
A= Shevchenko-Bucht
B= Butakov-Bucht
C= Saryshyganak-Bucht
D= Barsakelmes-See
E= Westliches Aralseebecken
1= Syrdarja
2= Erhöhter Kokaral-Damm
3= Kontrolle der Saryshyganak-Bucht
4= Ausgangskontrolle in der Schewtschenko-Bucht
5= Abgesandter vom Kleinen Aralsee bis zum westlichen Aralbecken